# Osiek (przystanek kolejowy)
Osiek – dawny wąskotorowy przystanek osobowy w Osieku, w gminie Żmigród, w powiecie trzebnickim; w województwie dolnośląskim, w Polsce. Został otwarty w 1894, a zamknięty w 1991 roku.